# Televisione mobile
La televisione mobile è la televisione ricevibile attraverso dispositivi palmari (televisori palmari, telefonini, smartphone, PDA, ecc.) quindi destinata ad una fruizione in mobilità.
La televisione mobile è un'implementazione recente della televisione quindi non è mai stata implementata come televisione analogica ma solo come televisione digitale e, visto che la televisione analogica è stata completamente sostituita dalla televisione digitale, si può considerare sinonimo di televisione mobile la televisione digitale mobile (questo non significa però che non esistessero televisori analogici portatili dalle dimensioni estremamente ridotte, in grado di captare il normale segnale tv analogico).

## Caratteristiche
Essendo destinata a dispositivi portatili/palmari il display su cui vengono visualizzate le immagini hanno dimensioni di pochi pollici quindi la qualità delle immagini della televisione mobile è quella della televisione a bassa definizione.

## Storia
Le prime televisioni abbastanza piccole da poter stare in una tasca fu l'MTV-1 o (Microvision), sono stati resi disponibili al pubblico da Clive Sinclair nel gennaio del 1977. Avevano uno schermo CRT da 2 pollici, inoltre sono stati anche i primi televisori in grado di ricevere i segnali in diversi paesi. Misurava 102x159x41 mm ed è stato venduto per meno di 100 £ nel Regno Unito e di circa 400 $ negli Stati Uniti d'America. Per la realizzazione del progetto sono stati impegnati più di dieci anni, ed è stato finanziato da circa 1,6 milioni di sterline, provenienti dai contributi pubblici britannici. Attualmente la TV Mobile è una delle funzionalità offerte da molti telefoni 3G. Nel 2005, la Corea del Sud è diventato il primo paese al mondo ad avere la TV mobile, tramite il protocollo satellitare DMB (S-DMB) e terrestre DMB (T-DMB), rispettivamente avviati il 1º maggio e il 1º dicembre. Oggi, la Corea del Sud e Giappone sono all'avanguardia di questo settore di sviluppo. I servizi di TV Mobile sono stati lanciati dall'operatore CSL di Hong Kong, nel marzo del 2006, sulla rete 3G. BT nel Regno Unito è stato una tra le prime aziende al di fuori della Corea del Sud per il lancio della TV Mobile nel settembre del 2006, anche se il servizio è stato abbandonato nel giro di un anno. Lo stesso è successo a "MFD Mobiles Fernsehen Deutschland", che ha lanciato il loro servizio basato sul DMB, avviato nel giugno del 2006 in Germania e arrestato nell'Aprile del 2008. Sempre nel giugno 2006, L'operatore di telefonia mobile 3 in Italia (parte di Hutchison Whampoa) ha lanciato il proprio servizio TV Mobile, ma contrariamente alla loro controparte in Germania questa si è basata sul sistema DVB-H. Sprint è stato il primo vettore statunitense ad offrire il servizio il servizio nei USA a partire dal febbraio del 2006. Negli Stati Uniti Verizon Wireless e più recentemente di AT&T Mobility offrono tale servizio.

## TV mobile
La Tv Mobile (o Mobile TV) è un servizio di televisione offerto agli utenti delle reti di telecomunicazioni cellulari attraverso alcuni specifici protocolli. Il primo servizio commerciale è stato offerto in Corea grazie alla tecnologia S-DMB nel 2005. In Italia la prima offerta commerciale è stata lanciata nel giugno 2006 dall'operatore mobile Tre utilizzando la tecnologia DVB-H.
Dal punto di vista dei contenuti la Mobile TV inizialmente ha ritrasmesso in una modalità nuova programmi e contenuti della TV generalista e satellitare. La programmazione de La3Tv di 3 Italia prevede dal 2008 alcuni format realizzati esplicitamente per la Mobile TV.

### Trasmissione
La Mobile TV viene diffusa grazie a due diversi tipi di tecnologie:
- un segnale TV digitale inviato in broadcast (attraverso reti di telecomunicazioni radio sia terrestri che satellitari) che usa apposite frequenze (in Italia si usa la tecnologia terrestre DVB-H, negli altri Paesi esistono protocolli alternativi come lo standard DVB-SH), l'inconveniente di questo sistema è la richiesta d'uso di frequenze in uno spettro già sovraffollato
- una trasmissione in streaming mediante reti telefoniche che permettano un bitrate sufficiente per la televisione a bassa definizione, in modalità detta unicast, l'inconveniente di questo sistema è che risulta estremamente dispendioso in termini di banda utilizzata, essendo un segnale punto-a-punto e tende a saturare le reti 2.5G (EDGE) e superiori, come ad esempio la 3G.

### Standard
L'Unione Europea ritiene importante uniformare gli standard, ed avrebbe dovuto prendere una decisione entro il 2008. L'unione caldeggia la tecnologia DVB-H, supportata da Nokia. Gli standard utilizzati nel mondo sono:
- DVB-H
- S-DMB (Satellite Digital Multimedia Broadcast) - Corea del Sud, Giappone
- CMMB (China Mobile Multimedia Broadcasting) - Cina
- MediaFLO - lanciato negli Stati Uniti, sviluppato da Qualcomm[9]
- ISDB-T (Integrated Service Digital Broadcasting) - Giappone e Brasile
- T-DMB (Terrestrial Digital Multimedia Broadcast) - Corea del Sud, Germania
- DAB-IP (Digital Audio Broadcast) - UK

## Tecnologie
A livello tecnologico la trasmissione broadcast richiede dispositivi mobili in grado di ricevere un segnale digitale, diverso dai segnali normalmente utilizzati dalle reti cellulari. In funzione delle difficoltà di trasmissione del segnale i terminali devono essere dotati anche di tecnologie di buffering, per poter garantire una riproduzione continua agli utenti. Inoltre grande enfasi è posta nello studio delle interfacce utente, per adattare l'usabilità del video ai terminali mobili, di dimensioni estremamente ridotte.
Vista la disponibilità delle due opzioni in broadcasting la televisione mobile si può considerare sia una tipologia di televisione terrestre che una tipologia di televisione satellitare, in particolare, essendo la televisione mobile sempre televisione digitale, una tipologia di televisione digitale terrestre e televisione digitale satellitare.

## Dispositivi per l'utente
Attualmente in Italia la televisione mobile è offerta da operatori telefonici in abbinamento ad un servizio di telefonia mobile e di norma per la fruizione sono stati prodotti smartphone, ma è sempre possibile usufruire di applicazioni che sfruttano l'unicast e danno la possibilità di visualizzare reti televisive, anche di diversi paesi.